# DIN 1421
Die DIN 1421 regelt Gliederungen von Dokumenten wie Kurzreferate und Literaturberichte. Sie definiert grundsätzliche Begriffe wie Text, Abschnitt, Absatz und Aufzählung. Zu diesen werden dann die Form der einzelnen Teile eines Textes festgelegt.
Diese Struktur spiegelt sich dann in den einzelnen Überschriften und der Inhaltsangaben wider.
Des Weiteren werden Verweise und Fluchtlinien festgelegt.
Für die Gestaltung wissenschaftlicher und technischer Texte ist häufig eine Gliederung nach DIN 1421 gefordert.